# Латина (футбольний клуб)
Уніоне Спортіве Латина Кальчо або просто Латина (італ. Unione Sportiva Latina Calcio) — професійний італійський футбольний клуб з однойменного міста. Команда виступає в Серії C. Клубні кольори — синій та чорний.

## Історія
Клуб було засновано в 1945 році під назвою «Уніоне Спортіве Латина Кальчо» і перезасновувався ще декілька разів до 2009 року, коли почав використовувати нинішню назву. 
Команда вийшла до другого дивізіону національного чемпіонату вперше за останні 29 років, після того, як команда виборола єдину путівку до вищого дивізіону у Другому дивізіоні Леги Про 2010/11. У сезоні 2013 року вийшла до Серії B.
21 квітня 2013 року «Латина» виграв свій перший трофей, Кубок Італійської Леги Про, цього успіху команда досягла після перемоги у фіналі над «Віареггіо».
Свій дебютний сезон у Серії B команда завершила на 3-му місці, але у фіналі плей-оф за право виходу до Серії А поступилася «Чезені».

## Досягнення
- Серія B
  -  Бронзовий призер (1): 2013/14

- Другий дивізіон Італійської Леги Про
  -  Чемпіон (1): 2010/11

- Кубок Італійської Леги Про
  -  Володар (1): 2013

## Склад команди
Станом на 6 вересня 2016.
| №  | Поз. | Нац.       | Гравець                                         |
| -- | ---- | ---------- | ----------------------------------------------- |
| 1  | ВР   | Італія     | Алесандро Тонті                                 |
| 2  | ЗХ   | Словаччина | Атіла Варга (в оренді зі «Сампдорії»)           |
| 3  | ЗХ   | Італія     | Маттео Брускагін                                |
| 4  | ЗХ   | Іспанія    | Пол Гарсія (в оренді з «Ювентусу»)              |
| 5  | ЗХ   | Італія     | Паоло Делафйоре                                 |
| 6  | ПЗ   | Італія     | Роберто Кріскуоло (в оренді зі «Сампдорії»)     |
| 7  | НП   | Італія     | Даніеле Корвія                                  |
| 8  | ПЗ   | Італія     | Луїджи Скалія                                   |
| 10 | НП   | Гана       | Річмонд Боак'є                                  |
| 12 | ВР   | Італія     | Карло Пінсольйо (в оренді з «Ювентусу»)         |
| 13 | ЗХ   | Італія     | Мауро Копполаро                                 |
| 14 | ЗХ   | Італія     | Марко Пінато                                    |
| 15 | ЗХ   | Італія     | Алессандро Целлі                                |
| 17 | ПЗ   | Кенія      | МакДональд Маріга                               |
| 18 | НП   | Гана       | Боаду Максвелл Акості (в оренді з «Фіорентіни») |

| №  | Поз. | Нац.     | Гравець                                       |
| -- | ---- | -------- | --------------------------------------------- |
| 19 | ПЗ   | Італія   | Філіппо Бандінеллі                            |
| 20 | ПЗ   | Гана     | Нельсон Атіаглі                               |
| 21 | ПЗ   | Італія   | Лука Ді Маттео                                |
| 23 | ЗХ   | Італія   | Ріккардо Броско                               |
| 24 | ПЗ   | Італія   | Федеріко Моретті                              |
| 26 | ЗХ   | Італія   | Ріккардо Мак'юкка                             |
| 27 | ЗХ   | Бразилія | Жілберту Мораеш Жуніур                        |
| 28 | ПЗ   | Італія   | Крістіан Д'Урсо (в оренді з «Роми»)           |
| 29 | ПЗ   | Італія   | Мікеле Рокка (в оренді зі «Сампдорії»)        |
| 30 | ПЗ   | Італія   | Алессандро Де Вітіс (в оренді зі «Сампдорії») |
| 31 | ПЗ   | Румунія  | Константін Ніка (в оренді з «Аталанти»)       |
| 32 | ПЗ   | Італія   | Марко Маркйонні                               |
| 33 | ПЗ   | Італія   | Габріеле Роландо (в оренді зі «Сампдорії»)    |
| 35 | НП   | Італія   | Даніеле Папоні                                |
| 36 | ПЗ   | Італія   | Стефано Амадіо                                |

## Відомі тренери
- Франсиско Лохаконо (1972–73)
- Ламберто Леонарді (1976–79)
- Джорджо Пуя (1983–84)
- Андреа агостінеллі (1994–95)
- Стефано ді Чіара (1994–95)
- Роберто Рамбауді (2004)
- Фабіо Пекк'я (2012–13)
- Роберто Бреда (2013–14)
- Маріо Беретта (2014)
- Роберто Бреда (2014–15)
- Марк Юліано (2015)
- Маріо Сомма (2015–16)
- Карміне Гаутьєрі (2016)
- Вінченцо Віваріні (2016–)